# 法廷等の秩序維持に関する法律
法廷等の秩序維持に関する法律（ほうていとうのちつじょいじにかんするほうりつ、昭和27年7月31日法律第286号）は、法廷等の秩序維持に関する日本の法律である。略称は法廷秩序維持法。

## 概要
裁判官の手続について暴行や喧騒で妨害した者や裁判所の威信を著しく害した者に簡易な手続による制裁（20日以下の監置もしくは3万円以下の過料）を科すことを規定している。「法廷等」には、裁判所の建物内のほとんどが含まれるとされる（廊下、待合室、調停室、審判廷、その他）。
下位法令として、日本国憲法第77条に定める裁判所の自律機能として最高裁判所規則の形式で定められた法廷等の秩序維持に関する規則がある。
戦後間もない公安労働事件における法廷の混乱もあって制定された。

### 制裁裁判
同法に基づく制裁を下す裁判として「制裁裁判」が裁判官の命令で執行される。同法第3条には「制裁を科する裁判は、できる限りその日のうちにするものとする。」とされており、迅速な裁判が実施される。 制裁を科する裁判の手続は、本人が在席しなければすることができないが、本人が正当な理由がなく出席しないとき、または本人が許可を受けないで退席し若しくは秩序維持のため退席を命ぜられたときは、この限りでない（同法第7条）。通常の裁判同様に弁護人（1名に限る）を付ける事も可能である（同法第6条）。
制裁裁判が実施された例として、2023年5月30日、大阪地方裁判所でストーカー行為等の規制等に関する法律違反の罪に問われた女性被告人の公判が行われ、その際に被告人側の弁護士がICレコーダーを机上に置いて公判の模様を録音しようと試み、当該弁護士が裁判所側の制止や裁判官の退廷命令に応じなかったため、裁判官が法廷警察権の執行を宣言し、当該弁護士は手錠をかけられたうえで裁判所職員により拘束室へ連行され、退廷させられた。裁判官は同日午後に「法廷等の秩序維持に関する法律」第4条1項に基づき、当該弁護士に対する制裁裁判を実施し過料3万円を言い渡した。当該弁護士は同年6月2日に大阪高等裁判所に抗告申し立てを行った。
制裁裁判を受けた弁護人の事例は1985年以来約40年ぶりで、1979年以降に制裁を受けた弁護人は3人だったとされる。

## 判例
最高裁昭和33年10月15日大法廷判決
1. 法廷等の秩序維持に関する法律による制裁は、従来の刑事的行政的処罰のいずれの範疇にも属しないところの、本法によつて設定された特殊の処罰である。そして本法は、裁判所または裁判官の面前その他直接に知ることができる場所における言動つまり現行犯的行為に対し裁判所または裁判官自体によつて適用されるものである。従つてこの場合は令状の発付、勾留理由の開示、訴追、弁護人依頼権等刑事裁判に関し憲法の要求する諸手続の範囲外にあるのみならず、またつねに証拠調を要求されていることもないのである。
2. 法廷等の秩序維持に関する法律第2条にもとづく監置決定および同法第3条第2項による行為者の拘束は、憲法第32条、第33条、第34条ならびに第37条に違反するものではない。